# Alma Sertaneja (filme)
Alma Sertaneja é um filme brasileiro do gênero drama rural, dirigido por Luiz de Barros em 1919. Foi o primeiro filme brasileiro em que se apresentava o "nú artístico", Otília Amorim aparecia nua tomando banho em uma cascata. É considerado um filme perdido, com nenhuma cópia conhecida.
O filme estreou em 4 de abril de 1919, no Cine Ideal, no Rio de Janeiro. Também foi exibido no Cine Congresso, em São Paulo, em 27 de agosto de 1919.

## Sinopse
Artur, filho do Coronel Anastácio, volta a casa e logo ao chegar se interessa por Maria, que por sua vez gosta de outro. Esse outro ama e é amado por outra, filha de um fazendeiro, que acaba fugindo com ele. Maria os segue e se afoga, pois tinha fugido em uma canoa.

## Elenco
- Álvaro Fonseca como Artur
- Antônia Denegri como Rosinha
- Otília Amorim como Maria
- João de Deus como Graúna
- Pedro Dias como Vaqueiro
- Manoel F. de Araújo como Padre
- José Figueiredo como Anastácio
- Edmundo Maia
- Rosália Pomba
- Antonieta Olga
- J. Silveira